# Jo Ann Emerson
Jo Ann Emerson, född 16 september 1950 i Bethesda, Maryland, är en amerikansk republikansk politiker. Mellan 1996 och 2013 var hon ledamot av USA:s representanthus, där hon representerade väljare i delar av södra och sydöstra Missouri.
Emerson avlade 1972 kandidatexamen vid Ohio Wesleyan University i Delaware, Ohio. Hon gifte sig 1975 med Bill Emerson som var kongressledamot 1981–1996. Efter att Bill Emerson avled i cancer, kandiderade hon i fyllnadsvalet för att efterträda honom i kongressen och vann. Tidpunkten var för sen för att tävla om republikanernas nominering i det ordinarie kongressvalet 1996. Därför var hon formellt partipolitiskt obunden för en period runt årsskiftet 1996–1997, trots att hon redan i fyllnadsvalet hade kandiderat som republikan. År 2000 gifte hon om sig med Ron Gladney. Den 22 januari 2013 avgick hon som kongressledamot.